# 戦利品 (クルアーン)

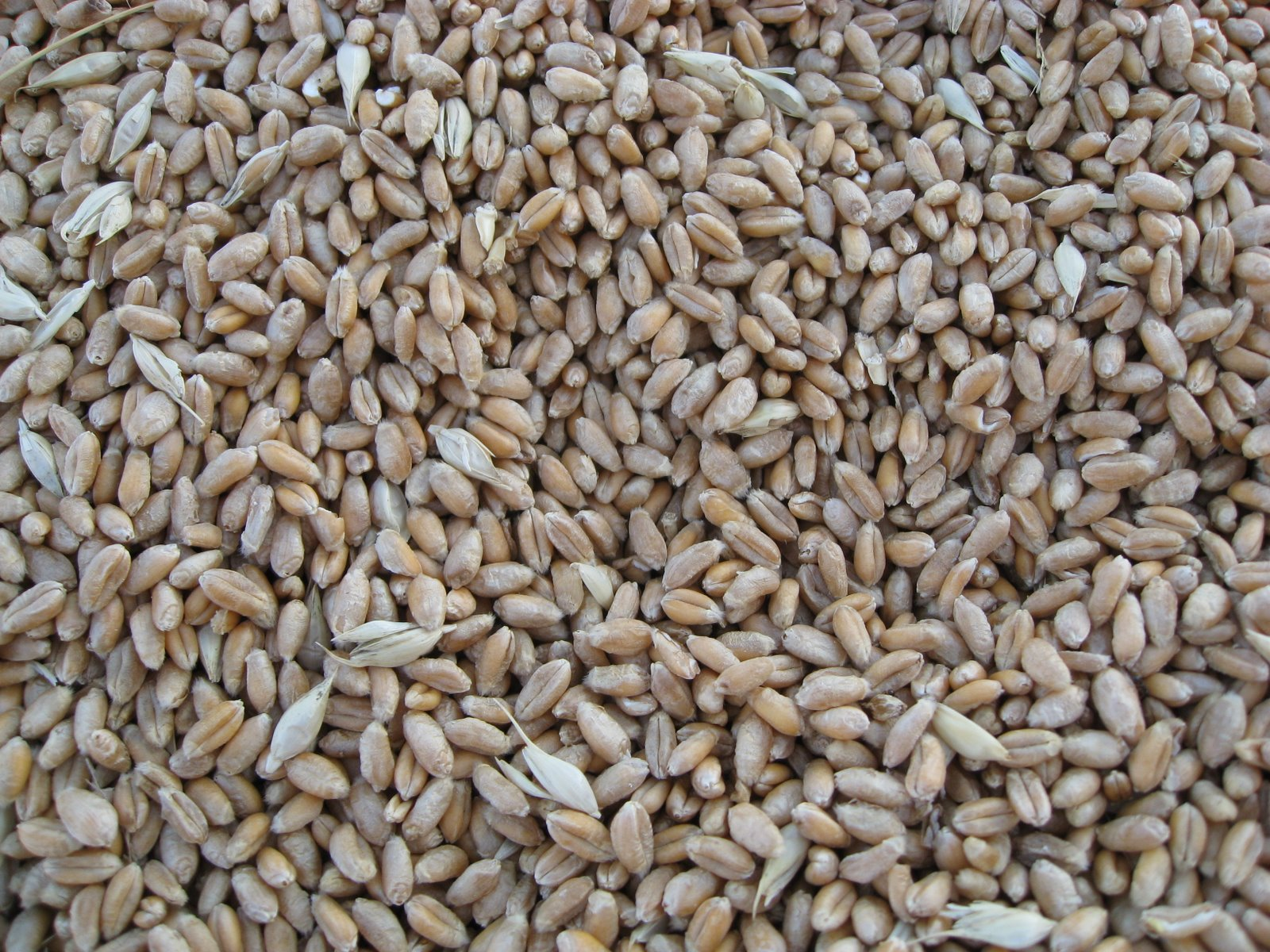
戦利品のイメージ

『戦利品』（せんりひん、アラビア語: الأنفال UNGEGN式: Al-Anfāl アル・アンファール）は、アル・クルアーン（コーラン）における第8番目のスーラである。主な内容は、バドルの戦いの啓示である。

## 本章の戦利品とは何であるか
- バドルの戦いで獲得した戦利品のことである[3]。
- 戦利品は、神と使徒のものである。 - 1節
- 財産というものは誘惑である。本当の大いなる報酬は、神の御許（おんもと）にある。 - 28節
- どのような戦利品でも5分の1は神に、使徒（ムハンマド）に、近親者、孤児、貧者および旅人に分配する[4]。 - 41節
- 預言者[5]は、捕虜を蓄えるのならば、地上の敵を存分に殺戮（さつりく）した後が、預言者としてふさわしいことである[6]。 - 67節
- 人間たちは、現世のどうでもいい「財」というものを欲するが、神が欲するのは来世である。 - 67節
- 万一、神が以前に出した規定[7]がなかったら、捕虜の獲得は、大変な罰を受ける行為である。 - 68節
- 正当な、よい戦利品は貰ってよい。そのかわり、寛大で慈悲深い神を畏れ（おそれ）なければいけない。 - 69節
- 預言者は、捕虜に言うべきことがある。それは、「神は寛大で慈悲深いので、捕虜の心の内に、よいところがあれば、捕虜として奪われたものよりも、よいものを授けたうえ、罪を許すであろう。」ということである。 - 70節
- 何もかも捨てて神の道に奮闘した人々[8]や、その人々に避難所を提供し援助をした人々[9]は、来世で神による赦し（ゆるし）と賜物（たまもの）がある。 - 74節

## アラビア語による『戦利品』全文
アル・クルアーン第8章 『الأنفال （戦利品）』